# Kowalewo Pomorskie (gmina)
Kowalewo Pomorskie est une gmina mixte du powiat de Golub-Dobrzyń, Couïavie-Poméranie, dans le centre-nord de la Pologne. Son siège est la ville de Kowalewo Pomorskie, qui se situe environ 13 km au nord-ouest de Golub-Dobrzyń et 25 km au nord-est de Toruń.
La gmina couvre une superficie de 141,39 km2 pour une population de 11 292 habitants.

## Géographie
La gmina est bordée par les gminy de Chełmża, Kijewo Królewskie, Lisewo et Stolno.